# السلامة أخيرا!
السلامة أخيراً (بالإنجليزية:Safety Last!) هو فيلم كوميدي رومانسي أمريكي صامت أنتج سنة 1923 بطولة هارولد لويد. مازال الفيلم معروفا ويعتبره البعض أحد الأفلام الكوميدية العظيمة.

## طاقم التمثيل
- هارولد لويد - لويد
- ميلدريد ديفيز - ميلدريد
- بيل ستروثر - صديق لويد
- نوح يانج - الضابط
- ويستكوت كلارك - مستر ستابس
- إيرل موهان - السكير
- روبن فارادون - الطفل (مشهد محذوف)

## وصلات خارجية
- السلامة أخيرا! على موقع IMDb (الإنجليزية)
- السلامة أخيرا! على موقع الموسوعة البريطانية (الإنجليزية)
- السلامة أخيرا! على موقع روتن توميتوز (الإنجليزية)
- السلامة أخيرا! على موقع ألو سيني (الفرنسية)
- السلامة أخيرا! على موقع Turner Classic Movies (الإنجليزية)
- السلامة أخيرا! على موقع أول موفي (الإنجليزية)
- السلامة أخيرا! على موقع فيلمافينيتي (الإسبانية)
- السلامة أخيرا! على موقع قاعدة بيانات الأفلام السويدية (السويدية)
- السلامة أخيرا! على موقع قاعدة بيانات الفيلم (الإنجليزية)
- السلامة أخيرا! على موقع ليتربوكسد (الإنجليزية)